# Monet che dipinge sulla sua barca
Monet che dipinge sulla sua barca è un dipinto del pittore francese Édouard Manet, realizzato nel 1874 e conservato alla Neue Pinakothek di Monaco di Baviera.
Il dipinto, la testimonianza più alta del rapporto di reciproca stima e affetto che intercorreva tra Manet e Monet, è anche noto come Monet che dipinge sull'atelier galleggiante, alludendo ironicamente all'importanza che gli Impressionisti attribuivano all'en plein air: era una pratica che prevedeva la realizzazione di quadri all'aria aperta, a contatto con la natura, e non nel chiuso degli atelier, confortevoli ma anonimi. Con quest'opera anche Manet si cimentò nell'en plein air, non volendo sottoporre l'amico a lunghe e faticose sedute di posa, date anche le problematiche poste dal soggetto stesso. Le pennellate, in particolare, sono rapide e vivaci e trascurano i dettagli, per trasmettere l'impressione d'insieme. Si delinea in questo senso una sostanziale vicinanza dell'opera alla maniera impressionista, anche per quanto concerne la sua tessitura cromatica, giocata sulle tonalità del blu. Speciale menzione merita la resa della mobilità dell'acqua e dei mille riflessi che la colorano, dettaglio che avvicina il dipinto alle opere più alte del Monet. In Monet che dipinge sulla sua barca, infatti, Manet frammenta la luce in piccole chiazzette di giallo, verde, rosa e anche nero: questa scelta cromatica, stante l'odio che gli Impressionisti nutrivano per il colore nero, ritenuto proibito, rivela tuttavia la sostanziale autonomia della concezione artistica manetiana rispetto all'influenza dei giovani colleghi.
L'opera, rimasta incompleta, coglie Claude Monet di profilo mentre lavora su un battello, vero e proprio protagonista del dipinto, che risulta occupato per la maggiore proprio dalla sagoma dell'imbarcazione. Monet, in particolare, è intento ai pennelli, in compagnia della moglie che - abbigliata con un abito bianco sporco e un cappello nero - siede a una rispettosa distanza dal pittore. Nella fattispecie Monet ha appena iniziato a dipingere un paesaggio: si tratta di un'ulteriore allusione alla rilevanza della pittura en plein air in ambito impressionista.